# The Elephant Princess
The Elephant Princess (no Brasil: Alexandra, a Princesa do Rock; em Portugal: A Princesa Elefante) é uma série de televisão australiana destinada aos pré-adolescentes produzida pela Jonathan M. Shiff Productions e exibida pela Network Ten, com Emily Robins interpretando a personagem principal, Alexandra Wilson. Estreou em 13 de novembro de 2008 na Austrália e em 19 de outubro de 2009 no Brasil. Na América Latina foi exibida pela Nickelodeon. Foi criada por Jonathan M. Shiff, e tem a direção de Roger Hodgman, Daniel Netheim e Grant Brown.

## Sinopse

### 1ª Temporada (26 Episódios)
Alexandra Wilson é uma adolescente comum que descobre que é uma princesa de uma reino mágico chamado Manjipoor e que tem poderes mágicos. Ela tem uma banda de rock, e é apaixonada por Marcos.Junto com seus melhores amigos, Amanda e JB ela vai viver as mais loucas aventuras.  
Ao mesmo tempo que ela se diverte e tenta levar uma vida normal, Alex se prepara para enfrentar os perigos que aparecerão pelo caminho.

### 2ª Temporada (26 Episódios)
Após derrotar Diva, Alex vai morar em uma nova cidade com com sua amiga Amanda. Ao ajudar Kuru a sair de uma confusão, Alex conhece uma parte esquecida de Manjipoor, onde a maioria dos moradores são selvagens, lá ela conhece Caleb e Zamira.
Alexandra tenta levar uma vida calma, até que Diva retorna para se vingar - Agora Alex terá que enfrenta novos desafios pelo caminho!

## Produção
As duas temporadas são produzidas por Jonathan M. Shiff Productions em associação com a empresa Film Victoria. A princípio, Jonathan M. Shiff (o criador da série) denominou a série de Manjipoor's Princess, em português, A princesa de Manjipoor, e a personagem principal se chamaria Shadia Wilson. Depois, ele mudou o nome da série para Life of Princess, em português, Vida de princesa, e a personagem principal se chamaria Casey Wilson. Por fim, o nome da série foi mudado para The Elephant Princess, em português europeu, A princesa Elefante (na Nickelodeon América Latina chama-se Alexandra, la princesa del Rock, e no Brasil foi adaptado para Alexandra, a princesa do rock) e da personagem para Alexandra Wilson. Outras alterações foram: Kuru não seria interpretado pelo ator Miles Szanto ele interpretaria o personagem Marcos, o nome da melhor amiga da protagonista não seria Amanda, e sim Bridgit. E a última grande alteração foi: Alexandra não teria uma irmã chamada Zoe, e sim um irmão de 10 anos chamado Jolie.

### Principal
| Ator              | Personagem              | Nota            | Temporada       | Número de Episódios |
| ----------------- | ----------------------- | --------------- | --------------- | ------------------- |
| Emily Robins      | Alexandra "Alex" Wilson | Protagonista    | 1ª-2ª Temporada | 52                  |
| Miles Szanto      | Kuru                    | Co-protagonista | 1ª-2ª Temporada | 52                  |
| Maddy Tyers       | Amanda Tucci            | Coadjuvante     | 1ª-2ª Temporada | 52                  |
| Sebastian Gregory | JB Deekes               | Coadjuvante     | 1ª Temporada    | 26                  |
| Siam              | Anala                   | Secundário      | 1ª-2ª Temporada | 52                  |

- Emily Robins como Alexandra "Alex" Wilson
- Miles Szanto como Kuru
- Maddy Tyers como Amanda Tucci
- Sebastian Gregory como JB Deekes (1ª Temporada)
- Siam como Anala

### Secundário
- Catarina como actriz (1-2 Temporada)
- Damien Bodie como Vanshan (1ª Temporada)
- Emelia Burns como Diva (1ª-2ª Temporada)
- Brett Climo como Omar (1ª Temporada)
- Liam Hemsworth como Marcos (1ª Temporada)
- Eva Lazzaro como Zoe (1ª Temporada)
- Alyce Platt como Anita (1ª Temporada)
- Grant Piro como Jim (1ª Temporada)
- Richard Brancatisano como Kaleb (2ª Temporada)
- Eka Darville como Taylor (2ª Temporada)
- Georgina Haig como Zamira (2ª Temporada)

### Convidados
- Diana Glenn
- Margot Robbie
- Sue Jones
- Lynn Styles
- Mauricio Merino Jr
- Cleopatra Coleman
- Rodney Afif

## Episódios
| Temporada    | # Episódios | Primeira exibição original | Última exibição original | Primeira exibição no Brasil | Última exibição no Brasil |
| ------------ | ----------- | -------------------------- | ------------------------ | --------------------------- | ------------------------- |
| 1ª Temporada | 26          | 13 de Novembro de 2008     | 24 de Maio de 2009       | 19 de Outubro de 2009       | 11 de Janeiro de 2010     |
| 2ª Temporada | 26          | 6 de Fevereiro de 2011     | 6 de Outubro de 2011     | N/A                         | N/A                       |

A primeira temporada de The Elephant Princess estreou em 13 de Novembro de 2008 com seu episódio piloto Coming Of Age e terminou em 24 de Maio de 2009, com 26 episódios. A segunda temporada já foi confirmada e está sendo produzida, tem previsão de estreia para 2011, também terá 26 episódios, concluindo assim a série com um total de 52 episódios. No Brasil, e América Latina, apenas foi exibida a primeira temporada da série.

## Sequência de abertura
A música tema de Alexandra, a princesa do rock é cantada por Emily Robins e por Maddy Tyers e denomina-se Two Worlds Forever. A versão completa da música, que tem 2 minutos, foi incluida na trilha sonora da série, lançada em 17 de Agosto de 2009. Para a versão de TV do tema, que tem só 35 segundos, só os dois stanzas e os dois últimos foram usados. 
A sequência de abertura para a primeira temporada apresentam clipes de episódios em que cada membro do elenco quando os nomes deles aparecem.

## Cenários
- Casa de Alex - Lugar onde mora Alexandra, seus pais, sua irmã e Kuru. É o cenário principal da série. É cheia de flores. Aos fundos, localiza-se a garagem, onde a banda de Alexandra ensaia, e logo depois vem o depósito: que é onde Kuru dorme. Jim (pai de Alexandra) adora flores, cuida delas como se elas fossem sua vida.
- Palácio de Manjipoor - É o palácio de uma nação mágica, sua rainha era a rainha Nefari, mãe biológica da princesa Alexandra. Apenas a realeza de Manjipoor tem magia, os camponeses não. Em Manjipoor, os elefantes são os animais mais venerados, todo ano é realizada a festa do elefante, onde o povo presenteia esses animais com pedras preciosas e presentes refinados.
- Escola Secundária Stª Barbara - É a escola onde estuda Alex, Kuru, Amanda, JB e Marcos. Tem um estúdio de esgrima, quadra poliesportiva, biblioteca, área livre, lanchonete, sala de música, sala de aula etc. É onde Alex e seus amigos passam oito horas por dia.

## DVDs

### Volume 1: The Elephant Princess Vol. 1 - Welcome to the Fairytale
Episódios:
- Coming of Age
- Don't Call Me Princess
- Rabbit Season
- Kuru the Guru
- The Powerful Ballad
- Not Made in Japan
- Lean On Me
- Welcome to the Fairytale
- Warts and All

### Volume 2: The Elephant Princess Vol.2 - The Big Gig
Episódios:
- The Butterfly Effect
- Butterfly Kiss
- Dancing Queen
- Destiny's Child
- Time After Time
- Happy Birthday Anala
- The Big Gig
- Masquerade Ball

### Volume 3: The Elephant Princess Vol. 3 - Almost Too Famous
Episódios:
- Almost Too Famous
- Princess Amanda
- Courtroom Jewel
- Sea Change
- Revelation
- It's an Ordinary Life
- Unexpected Arrivals
- Good Vibrations
- Normal Alex Wilson

## Emissoras de distribuição
- Network Ten
- Nickelodeon
- SIC e Nickelodeon